# Miss you
《miss you》（日语：miss you）是日本搖滾樂團Mr.Children的第21張專輯，於2023年10月4日發行。

## 背景
2022年，Mr.Children為了迎接他們的出道30周年，於上半年發行精選輯《Mr.Children 2011-2015》和《Mr.Children 2015-2021 & NOW》，且發表了新曲〈永遠〉和〈活下去〉。此外，還舉辦了巡演「Mr.Children 30週年紀念巡迴演唱會：邁向半世紀的入口」。隨後在2022年12月，授權由東寶電影公司《Mr.Children 「GIFT for you」》，於各戲院上映。然而樂團在公開場合出現，僅限於參加幾場演唱會和做為嘉賓所出席一些活動，並未發表新歌。在這樣情況下，他們在2023年7月21日突然宣布要發行本專輯。專輯中並未收錄先前的〈永遠〉和〈活下去〉，是Mr.Children史上首次均收錄新歌之專輯。另外，專輯內歌曲皆沒有任何一首商業搭配合作，這是他們除了首張專輯《EVERYTHING》以來第一次的嘗試。

## 專輯製作
專輯主要由四位成員在錄音室中製作完成。斯蒂夫·菲茨莫里斯（Steve Fitzmaurice）繼上一張專輯《SOUNDTRACKS》及精選輯《Mr.Children 2015-2021 & NOW》的〈活下去〉之後，在〈ケモノミチ〉一曲中再次擔任錄音工程師，並由西蒙·黑爾（Simon Hale）負責弦樂的編排。此外，菲茨莫里斯還擔任了〈Are you sleeping well without me?〉和〈LOST〉的錄音工程師。
此外，2015年在Zepp對戰巡演「Mr.Children 2マンLIVE」的Zepp札幌公演中，與Mr.Children共同演出的小谷美紗子也參加該專輯錄音。她在〈deja-vu〉演奏鋼琴，又在〈おはよう〉負責鋼琴及合音。據悉，這次參與錄音係由田原健一提議的。小谷表示：「雖在樂團成員們面前會緊張得無法坦然彈奏，但最終還是因能演奏Mr.Children的曲子感到喜悅，進而戰勝緊張，在他們的引導下完成了演奏」。
這張專輯母帶製作由紐約Sterling Sound錄音室的蘭迪·梅里爾（Randy Merrill）負責，也是繼上一張專輯《SOUNDTRACKS》之後再次擔任專輯的母帶製作。

## 音樂性
櫻井和壽認為這是一張「非常特殊的專輯」，因為許多歌曲本來創作時並未考慮到聽眾的存在。因此，他稱之為「非常貼近自我的音樂」，是把「自己變成了聲音、變成了音樂」的作品。此外，櫻井表示：「以往我總會迎合各方期待，想像『大家應該會想聽這樣的音樂吧』，並在某種程度上進行策劃和控制；但這次專輯完全沒有這類意圖，所以也不會背負『Mr.Children』這個身份的角色或期望」。櫻井也提到，專輯甚至令他猶豫著『這樣的作品是否應該公開』，甚至還有些擔心。然而也說：「即使大多數人會批評或感到不滿，我們還是以『即使如此，這就是我們現在想要發表的作品』的心態來發布它」，又說：「如果這麼誠實的音樂都無法傳達出去，那我們也不會有任何反省，因為沒有任何偷工減料的地方，這真的是一張毫無遺憾的專輯」。
此外，櫻井透露這次的作品主要由田原健一帶領。他回顧在錄音過程中，田原提議不要過度地添加音效，並表示：「因此，即使感到有些不足，但正因為不足，我們才更想傳達歌曲中重要的東西，讓它好好地被聽到。這次計劃是將音樂的武裝留給在現場表演時發揮，而非在專輯中來展現」。所以櫻井和壽認為，「透過現場表演，這些音樂才逐漸能完整地呈現，成為一個樂隊的音樂作品」。
另外，由於本專輯強調音樂本身的「刻意留白」——亦即與聽眾之間的距離，櫻井改變以往作法，並未在發行專輯時接受音樂雜誌的訪問。他希望不要以過多言語來填補或解釋這些空間，只讓聽眾充分享受其中的誤解和矛盾。田原則回顧道：「我們什麼也沒說，只是希望大家靜靜地聆聽這張專輯。我覺得這種方式最適合這張專輯。它包含了許多脆弱、短暫和淡薄的情感，因此我們希望以不破壞這些情感的方式來發行這張專輯」。

## 發行與相關宣傳活動
本專輯自上一張原創專輯《SOUNDTRACKS》後，歷經約2年10個月才發行，共有兩種版本：完全生產限定盤和通常盤。完全生產限定盤採用LIMITED BOX的特製紙托盤設計，而通常盤則採用三方背套盒設計。兩個版本內都包含寫真小冊子。此外，先行預購的特典中還附有貼紙。
在宣布發行同時，也公布即將舉辦「Mr.Children tour 2023/24 miss you」的巡迴演唱會。
2023年11月8日起，本專輯也提供下載和訂閱串流服務。
專輯的藝術總監係由森本千繪擔任，封面照片則由藤井保拍攝。值得注意是，這是自第九張原創專輯《Q》以來，時隔約23年櫻井和壽再次出現在專輯封面上。

## 巡迴演唱會
Mr.Children tour 2023/24 miss you
在專輯發行前後期間，從2023年9月16日到翌年2024年3月8日，Mr.Children展開了名為「Mr.Children tour 2023/24 miss you」的巡迴演唱會，先後涵蓋21個場地，共計有39場公演。這是自「Mr.Children Hall Tour 2017 ヒカリノアトリエ」以來，時隔約六年半的首次Hall場地巡演。2024年3月8日的最終場演出是在奄美川商Hall舉行的加場演出，也是Mr.Children首次在奄美大島舉辦演唱會。
在這次巡演中，首次演唱專輯內的十首收錄曲，包括〈青いリンゴ〉、〈Fifty's map ～おとなの地図〉、〈Are you sleeping well without me?〉、〈LOST〉、〈アート=神の見えざる手〉、〈雨の日のパレード〉、〈Party is over〉、〈We have no time〉、〈ケモノミチ〉、以及〈おはよう〉。
演唱會除團員外，支援成員包括SUNNY（鍵盤與和聲）和山本拓夫（薩克斯風與長笛）等，共計六人的編制進行演出。此外，在2024年1月13日至14日於東京國際論壇大廳A舉行的演出時，曾參與本專輯錄音的小谷美紗子以驚喜嘉賓登場，並擔任〈deja-vu〉和〈おはよう〉合音。〈deja-vu〉為首次的現場演出，並僅在這場演出中演唱。

Mr.Children tour 2024 miss you arena tour
2024年3月8日，「Mr.Children tour 2023/24 miss you」的最終場演出當天，櫻井宣布了自2024年7月6日至10月13日將舉行橫跨11個場地、共22場演出的「Mr.Children tour 2024 miss you arena tour」。這是繼「Mr.Children Tour 2018-19 重力と呼吸」以來，時隔約五年半的Arena場地巡演。首場演出將在東京灣的La La Arena（ららアリーナ）舉行，該場地係首次正式啟用。在此之前，Mr.Children於2024年6月23日至24日兩天在東京花園劇場舉行僅限粉絲俱樂部會員所參加的特別演出「FATHER & MOTHER Special Prelive 2024.6.23-24 TOKYO GARDEN THEATER」。
2024年11月3日舉行的巡迴最終場——大阪城音樂廳演出片段，於2025年5月2日在Mr.Children的官方YouTube頻道上進行首映公開，並將限期公開至5月11日為止。 5月10日慶祝33週年出道，宣布6月25日發行《miss you LIVE》，同時間YouTube的播映已顯示有152萬人次觀賞過。

## 評價
音樂評論家森朋之的評價是：「這張專輯絕不華麗，但每次聆聽以後都會有全新的發現。隨著小小的領悟和層層疊加，逐漸豐富了聽眾的日常生活，讓人感到或許生活可再多努力一點——這張專輯令人充滿了這樣深厚的韻味」。此外，音樂評論家高橋智樹則表示：「這次專輯中的13首歌曲——加上抑制了混音中的音響成分——讓我感受到一種無法用共鳴或感受來完全描述的，與日常生活中的清濁密切交織的音樂脈動。這種滲透力比以往的專輯更加令人深刻」。